# Neil Emblen
Neil Robert Emblen (* 19. Juni 1971 in Bromley) ist ein englischer Fußballspieler. Der Defensivspieler steht seit 2013 als Spielertrainer beim neuseeländischen Klub Western Springs AFC unter Vertrag. Sein Bruder Paul Emblen war ebenfalls Profifußballer.
Emblem betreute 2012 die Neuseeländische Fußballnationalmannschaft als Co-Trainer, führte sie 2014 in zwei Spielen als Trainer, von denen keines gewonnen werden konnte. Außerdem ist er auch bei der U-20 Auswahl des Landes als Assistenztrainer aktiv.

## Karriere
Emblen begann seine Karriere 1992 beim FC Sittingbourne in der Southern Football League Southern Division und wechselte nach dem Aufstieg 1993 für £175.000 zum Zweitligisten FC Millwall. Nach nur einer Saison wurde er für £600.000 zum Ligakonkurrenten Wolverhampton Wanderers transferiert und kam in drei Jahren zu 89 Ligaeinsätzen. 1997 zahlte der Erstligist Crystal Palace £2.000.000 Ablösesumme für die Dienste von Emblen.
Mit nur 13 Einsätzen und dem Abstieg von Crystal Palace endete das Kapitel Erstligafußball bereits nach einem Jahr für Emblen und er kehrte zu den Wolverhampton Wanderers zurück. 2001 wechselte er für £500.000 zu Norwich City und wurde von Trainer Nigel Worthington zum Mannschaftskapitän befördert. Durch mehrere Verletzungen kam er in der Spielzeit 2001/02 nur zu zwei Einsätzen für Norwich und wurde auch in der Folgezeit immer wieder von Verletzungen zurückgeworfen. In der Rückrunde der Saison 2002/03 wurde er zweimal an den FC Walsall verliehen, die ihn anschließend ablösefrei unter Vertrag nahmen. 2004 stieg er mit Walsall in die Football League One ab und verließ den Verein ein Jahr später in Richtung Neuseeland.
Emblen unterschrieb in der neu gegründeten australischen A-League bei den New Zealand Knights, die in beiden Spielzeiten ihrer Ligateilnahme auf dem letzten Platz abschlossen. Nach der Auflösung des Klubs wechselte er 2007 zu Waitakere United. Ende des Jahres nahm er mit Waitakere an der FIFA-Klub-Weltmeisterschaft 2007 teil, scheiterte dabei aber bereits in der Qualifikationsrunde an Sepahan Isfahan. 2008 gewann er mit dem Verein zunächst die neuseeländische Meisterschaft durch einen 2:0-Sieg im Finale über Team Wellington und kurze Zeit später auch die OFC Champions League durch einen 5:0-Rückspielerfolg über Kossa FC. Emblen erzielte dabei den Treffer zum 2:0 und egalisierte damit die 1:3-Hinspielniederlage.
Seit 2012 ist er Assistenztrainer der neuseeländischen Fußballnationalmannschaft und zudem für die U-23-Mannschaft verantwortlich, mit der er an den Olympischen Spielen in London teilnahm, aber in der Vorrunde ausschied.

## Erfolge
- OFC-Champions-League-Sieger: 2007/08
- Neuseeländischer Meister: 2008